# Deniz Bindemann
Deniz Fabian Bindemann (* 3. Februar 2003 in Münster) ist ein deutscher Fußballspieler. Er steht aktuell bei der Zweitvertretung von Fortuna Düsseldorf unter Vertrag.

## Karriere
Nach seinen Anfängen bei Borussia Münster wechselte Bindemann mit 13 Jahren in die Jugend von Preußen Münster. In der Saison 2018/19 sowie 2019/20 absolvierte er 24 Spiele in der U-17 Bundesliga West und erzielte dabei 10 Tore. In der folgenden Saison kam er in der A-Jugend, bedingt durch die COVID-19-Pandemie, nur auf 4 Einsätze bei dem ihn ein Treffer gelang. Im März 2021 feierte Bindemann sein Debüt bei den Profis. Nachdem er schon viermal im Spieltagskader der ersten Mannschaft stand, wurde er in der Partie gegen den Wuppertaler SV in der 86. Minute beim Stand von 2:0 eingewechselt. In der Saison 2020/21 folgten 11 Einsätze und 8 Tore. In der folgenden Saison gehörte er von Anfang an zum Profikader und absolvierte 23 Regionalligaspiele (5 Tore), sowie 3 Spiele (3 Tore) für die zweite Mannschaft und 4 Spiele (1 Tor) für die U-19 der Preußen. In der Saison 2022/23 kam er in 14 Spiele für die Profis in der Regionalliga zum Einsatz und erzielte dabei 1 Tor. Dazu kommen 10 Spiele in der Oberliga für die Zweitvertretung, in denen er 8 Tore erzielen konnte. 
Im April 2023 wurde der Wechsel Bindemanns zur Zweitvertretung von Fortuna Düsseldorf bekannt gegeben. In seiner ersten Saison in der Landeshauptstadt erzielte er 5 Tore in 17 Spielen. Im März 2025 debütierte Bindemann in der 2. Fußball-Bundesliga bei den Profis von Fortuna Düsseldorf. Bei der Partie auf dem Betzenberg gegen den 1. FC Kaiserslautern wurde er in der 84. Spielminute eingewechselt.